# Музыка жизни
«Му́зыка жи́зни» — двухсерийный музыкально-поэтический видеофильм 2009 года, последняя режиссёрская работа Эльдара Рязанова.

## О фильме
На протяжении всего фильма известный кинорежиссёр Эльдар Рязанов читает свои стихи на фоне валдайской природы или в своём дачном доме. Есть и ироничные, и трагические строки. Чтение перемежается воспоминаниями Рязанова о создании того или иного стихотворения, о людях, с которыми его сталкивала судьба, и о своих кинокартинах. Также в ленту включены отрывки как из ранних, так и из поздних фильмов режиссёра; отрывки из выступлений, в которых звучат песни на стихи Рязанова. Песни звучат в исполнении Людмилы Гурченко, Николая Караченцова, Сергея и Татьяны Никитиных, Валентина Гафта, Алисы Фрейндлих и многих других деятелей искусства, среди которых жена Рязанова Эмма Абайдуллина и сам автор картины.